# Cantone di Belleville-sur-Meuse
Il Cantone di Belleville-sur-Meuse è una divisione amministrativa dell'Arrondissement di Verdun.
È stato costituito a seguito della riforma approvata con decreto del 17 febbraio 2014, che ha avuto attuazione dopo le elezioni dipartimentali del 2015.

## Composizione
Comprende i seguenti 28 comuni:
- Abaucourt-Hautecourt
- Beaumont-en-Verdunois
- Belleville-sur-Meuse
- Bezonvaux
- Blanzée
- Bras-sur-Meuse
- Champneuville
- Charny-sur-Meuse
- Châtillon-sous-les-Côtes
- Cumières-le-Mort-Homme
- Damloup
- Dieppe-sous-Douaumont
- Douaumont
- Eix
- Fleury-devant-Douaumont
- Gincrey
- Grimaucourt-en-Woëvre
- Haumont-près-Samogneux
- Louvemont-Côte-du-Poivre
- Maucourt-sur-Orne
- Mogeville
- Moranville
- Moulainville
- Ornes
- Samogneux
- Thierville-sur-Meuse
- Vacherauville
- Vaux-devant-Damloup